# Ondřej Němeček
Ondřej Němeček (* 10. června 1998) je český florbalový obránce, jeden z nejlepších hráčů světa, kapitán reprezentace, vicemistr světa z roku 2022, mistr Česka ze sezóny 2022/2023 a dvojnásobný mistr Švédska. V nejvyšších florbalových soutěžích Česka a Švédska hraje od roku 2015.

## Klubová kariéra
Němeček s florbalem začínal v klubu Tatran Střešovice. V sezóně 2013/2014 začal hrát juniorskou ligu a v následujících ročnících 2014/2015, 2015/2016 a 2016/2017 získal tři juniorské mistrovské tituly. V nejvyšší mužské soutěži poprvé nastoupil v sezóně 2015/2016. Díky titulu Tatranu v předešlém roce hráli Pohár mistrů, kde vybojovali třetí místo. V sezóně 2016/2017 získal s týmem svůj první ligový bronz.
V sezóně 2017/2018 odehrál společně s Markem Benešem šest zápasů ve švédské nejvyšší soutěži za Pixbo. V roce 2018 přestoupil do Švédska již na celé dva roky, tentokrát do týmu Linköping IBK, kde byl kapitánem Matěj Jendrišák.
Po skončení švédského angažmá se v roce 2020 vrátil do Tatranu. V sezóně 2021/2022 již jako kapitán dovedl tým k první účasti ve finále ligy po sedmi letech a k vítězství na následujícím Czech Open. V dalším ročníku 2022/2023 Tatran pod jeho vedením jako první v historii Superligy prošel základní části bez ztráty bodu a Němeček ovládl ligovou statistiku plus/mínus s bilancí +93. Ve finálovém zápase asistoval Matěji Havlasovi na rozhodující gól v prodloužení a tím získal svůj první mistrovský titul.
Po vítězné sezóně přestoupil znovu do Švédské Superligy do klubu Storvreta IBK, aktuálního mistra, společně s reprezentačním spoluhráčem Filipem Langerem. Hned v první sezóně získali švédský ligový titul, jako druzí čeští hráči po Martinu Tokošovi. Němeček v superfinále vstřelil gól a asistoval na další dva, včetně vítězného. V další sezóně titul obhájili, k čemuž Němeček ve finále přispěl asistencí na jednu branku. Následně byl jako první zahraniční hráč zvolen nejlepším obráncem švédské ligy.

## Reprezentační kariéra

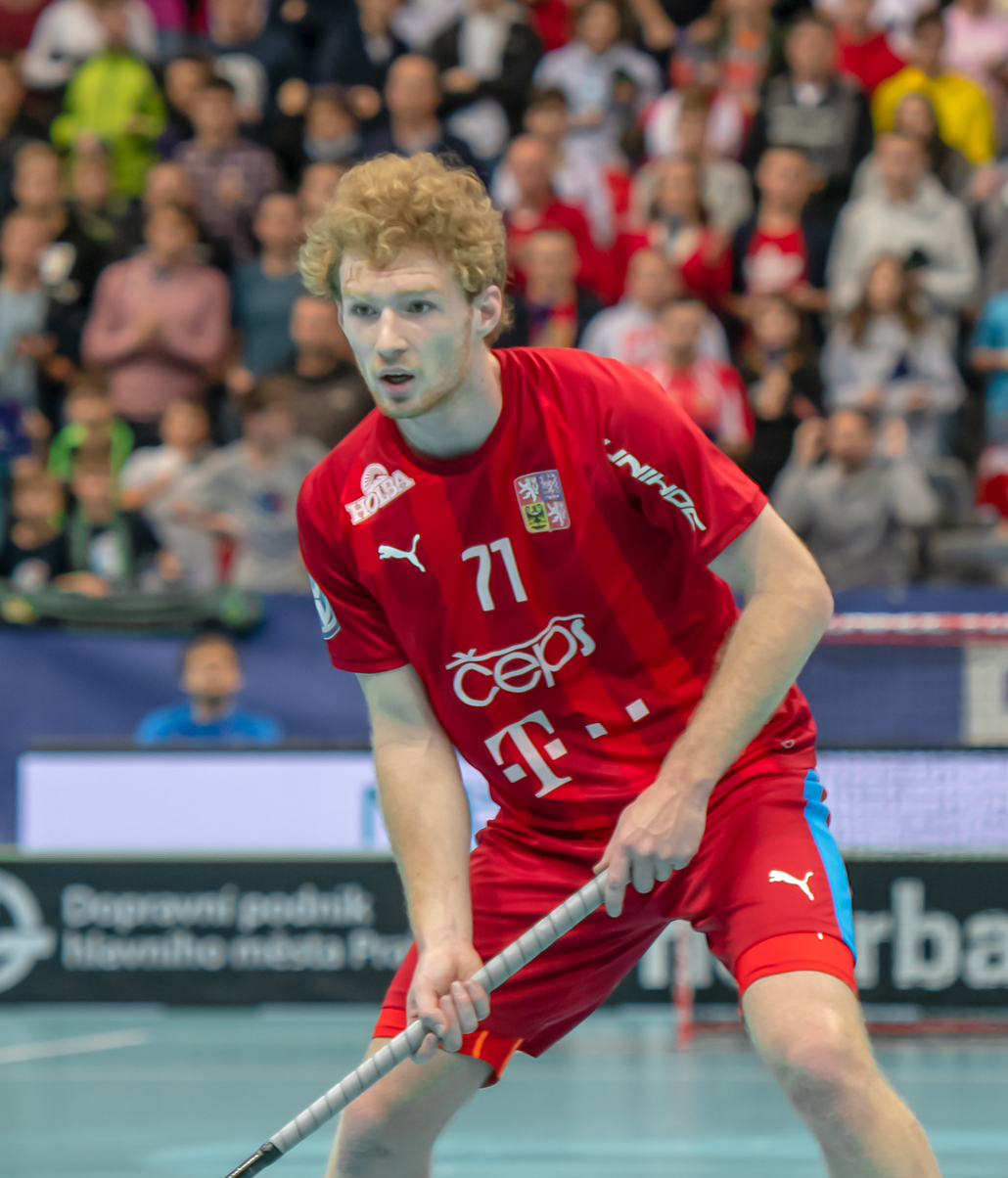
Ondřej Němeček na domácím Mistrovství světa 2018

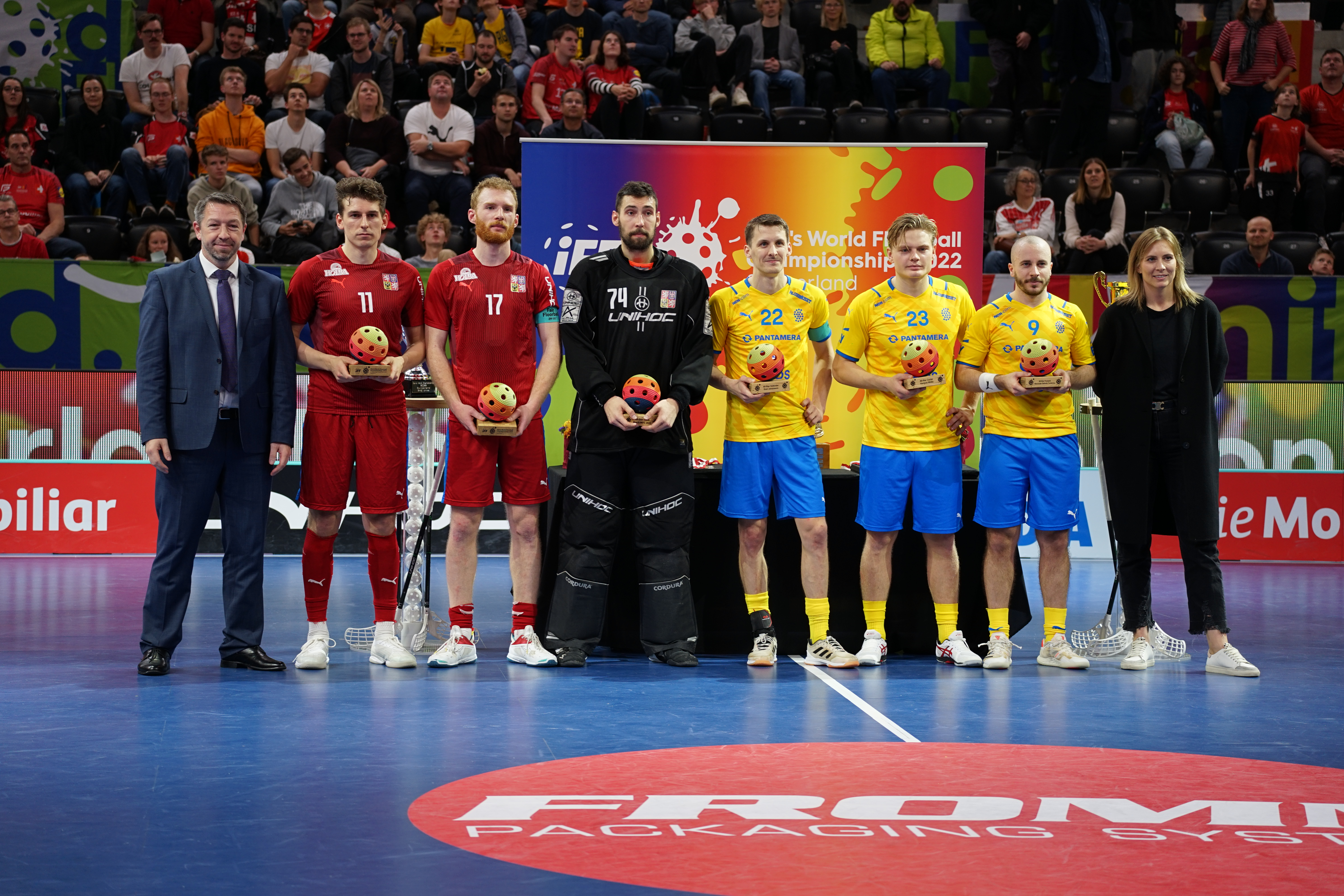
Ondřej Němeček (druhý hráč zleva) v All Star týmu na Mistrovství světa 2022

Němeček reprezentoval na Mistrovstvích světa do 19 let v letech 2015 a 2017, na kterých český juniorský tým získal bronz. Na druhém z nich byl zařazen do All Star týmu.
V mužské florbalové reprezentaci hrál poprvé na mistrovství v roce 2016. Na Světových hrách v roce 2017 byl opět zařazen do All Star týmu.
Na Euro Floorball Tour v říjnu 2021 přispěl gólem k druhé české porážce Švédska v historii. V roce 2021 na Mistrovství světa získal s českým týmem bronz.
V roce 2022 se stal kapitánem reprezentace a dovedl český tým k bronzu na Světových hrách, a na EFT ke třetímu vítězství v zápase proti Švédsku, ve kterém znovu vstřelil gól a na další asistoval.

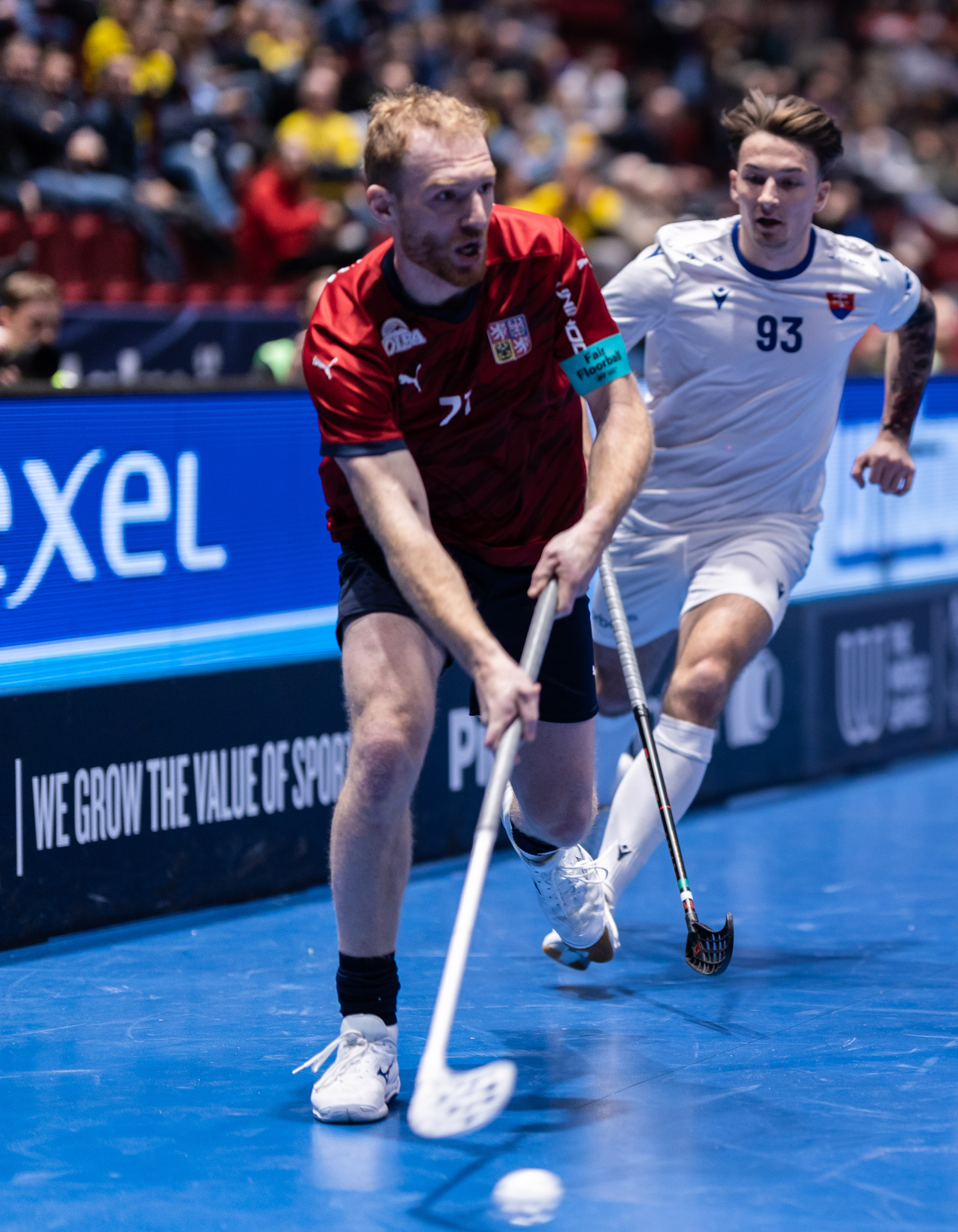
Ondřej Němeček na Mistrovství světa 2024

Jako kapitán pokračoval i na Mistrovství světa v roce 2022, kde Česko získalo po 18 letech druhou stříbrnou medaili a Němeček byl znovu zařazen do All Star týmu turnaje. V postupovém semifinálovém zápase vstřelil gól a na další asistoval. V zápase ve skupině také přispěl gólem k první remíze se Švédskem na mistrovství v historii.
V listopadu 2023 s týmem potřetí v historii vyhráli turnaj EFT. Na něm porazili dosud nejvyšším rozdílem 12:8 Švédsko a jako první jim nastříleli dvoumístný počet branek, k čemuž Němeček přispěl třemi asistencemi. Na Mistrovství světa 2024 vstřelil dva góly ve vítězném utkání o bronz, byl potřetí zařazen do All Star týmu a stal se první kapitánem, který český tým dovedl ke dvěma medailím.
| Umístění | Soutěž                                                      |
| -------- | ----------------------------------------------------------- |
|          | Mistrovství světa ve florbale do 19 let 2015                |
| 4.       | Mistrovství světa ve florbale 2016                          |
|          | Mistrovství světa ve florbale do 19 let 2017 (All Star tým) |
| 4.       | Florbal na Světových hrách 2017 (All Star tým)              |
| 4.       | Mistrovství světa ve florbale 2018                          |
|          | Mistrovství světa ve florbale 2020                          |
|          | Florbal na Světových hrách 2022 (kapitán)                   |
|          | Mistrovství světa ve florbale 2022 (kapitán, All Star tým)  |
|          | Mistrovství světa ve florbale 2024 (kapitán, All Star tým)  |

## Ocenění
V roce 2017 byl Němeček vyhlášen českým juniorem sezóny. V roce 2023 byl zvolen za českého florbalistu sezóny.
Ve švédské Anketě Innebandymagazinet byl v roce 2022 vybrán za osmého nejlepšího hráče světa. V dalším roce již skončil čtvrtý, čímž dorovnal nejlepší umístění českého hráče v historii ankety, kterého v předchozích dvou letech dosáhl Marek Beneš. Za rok 2024 svoje umístění dále o příčku vylepšil na pro českého hráče rekordní třetí místo a byl tak zvolen nejlepším obráncem světa.
Za sezónu 2024/2025 byl ve Švédské Superlize jako první zahraniční hráč vyhlášen nejlepším obráncem soutěže.